# Franz Schubert Konservatorium
Das Franz Schubert Konservatorium für Musik und darstellende Kunst und Musikschule ist Wiens ältestes Privatkonservatorium. Es bietet Studienplätze ohne Altersbegrenzung in Fächern von Klassik bis Jazz, Schauspiel bis Musiktheater.

## Geschichte
Das Konservatorium wurde 1867 von Eduard Horak gegründet und zunächst nach ihm benannt. 1871 wurde der erste „Staatsprüfungs-Lehrgang“ eingerichtet. Der Gründer und erste Leiter des Konservatoriums wie auch dessen Nachfolger gründeten Filialschulen in Wien, in Baden sowie in Bad Vöslau. 1943 wurden Musikschule und Konservatorium getrennt, wobei letzterem im Jahr 1961 das Öffentlichkeitsrecht verliehen wurde. 1979 wurde das Horak-Konservatorium in Franz Schubert Konservatorium umbenannt, zu dessen Rektor 1980 Helmut Neumann ernannt wurde. Im gleichen Jahr erfolgte die Gründung einer Jazzabteilung und 2010 die Gründung einer Abteilung für Ethno-Percussion sowie einer Studienrichtung für Photographie und Graphik. Direktor Karl Svec erwarb das Franz Schubert Konservatorium im Jahr 1983 und siedelte es in die Mariahilfer Straße um. Seit 2010 befand es sich im Schloss Neuwaldegg in Hernals, bevor es 2016 ins Zentrum Wiens an der Esslinggasse 9 umzog. Seit 2017 befindet sich das Konservatorium nahe dem Bahnhof Wien Mitte (U-Bahn-Station Landstraße) in der Unteren Viaduktgasse 16 im 3. Bezirk.

## Bekannte Lehrende
- Mansur Bildik (* 1949), kurdischer Saz-Spieler
- Georg Edlinger (* 1967), österreichischer Schlagzeuger, Perkussionist und Komponist
- Cornelia Giese (1959–2000), deutsche Jazzsängerin und Komponistin
- Thussy Gorischek (1940–2011), österreichische Violinistin und Musikhistorikerin
- Mehrzad Montazeri, iranisch-österreichischer Operntenor
- Helmut Neumann (* 1938), österreichischer Komponist und Musiktheoretiker
- Peter Svensson, österreichischer Heldentenor, Leiter der Opernklasse
- Elly Wright (* 1940), österreichische Jazzsängerin
- Regina Renzowa Jürgens (* 1958), deutsche Opern- und Operettensängerin

## Bekannte ehemalige Studenten
- Monika Ballwein (* 1967), österreichische Musikerin[1]
- Vivian Bartsch (* 1972), österreichische Schauspielerin
- Sandra Bayrhammer (* 1978), österreichische Schauspielerin
- Cyrus David (* 1961), deutscher Regisseur und Moderator
- Norman Hacker (* 1962), österreichischer Schauspieler
- Barbara Demmer (* 1969), österreichische Schauspielerin
- Georg Edlinger (* 1967), österreichischer Schlagzeuger und Komponist
- Florian Fitz (* 1967), deutscher Theaterschauspieler
- Johannes Grill (* 1977), österreichischer Arrangeur und Komponist, Gitarrist der Coverband Austrotop[1]
- Doris Hindinger (* 1972), österreichische Schauspielerin
- Franz Hörmann, musikalischer Leiter des Chameleons Vocal Ensemble
- Anik Kadinski, österreichische Popsängerin
- Harri Kahlos (* 1969), finnischer Organist
- Sandra Knoll (* 1981), österreichische Schauspielerin
- Julia Koschitz (* 1974), österreichische Schauspielerin
- Wolfgang Lindner junior (* 1981), österreichischer Produzent und Verleger
- Laszlo Maleczky (* 1965), österreichischer Opernsänger
- Peter Minich (1927–2013), österreichischer Opern- und Operettensänger[1]
- Anton Noori (* 1975), iranisch-österreichischer Schauspieler
- Tanja Petrovsky (* 1978), österreichische Schauspielerin
- Christian Pogats (1967–2010), österreichischer Schauspieler und Sänger
- Hary Prinz (* 1965), österreichischer Schauspieler
- Stefan Puntigam (* 1971), österreichischer Schauspieler
- Barbara Redl (* 1968), österreichische Schauspielerin
- Kurt Schaffer (1928–2013), österreichischer Volksmusiker[2]
- Jakob Seeböck (* 1976), österreichischer Schauspieler
- Nikolaus Selimov (* 1962), österreichischer Choreograf
- Elisabeth Sutterlüty (* 1976), österreichische Schauspielerin
- Lotte Tobisch (1926–2019), österreichische Theaterschauspielerin[1]
- Ingrid Thurnher (* 1962), österreichische Fernsehjournalistin[1]
- Werner Wultsch (* 1962), österreichischer Schauspieler
- Bibiana Zeller (1928–2023), österreichische Burgschauspielerin[1]
- Birgit Zotz (* 1979), österreichische Ethnologin und Autorin[3]

## Weblink
- Internetpräsenz des Franz Schubert Konservatoriums (Stand 25. März 2023).